# Универзални транспортер
Универзални транспортер (енг. Universal Carrier) био је британски оклопни транспортер из периода пре Другог светског рата.

## Историја
Универзални транспортер настао је еволуцијом танкета Карден-Лојд и разних типова предратних оклопних транспортера. До 1. септембра 1939. произведено је 1.874 возила, поред још 2.346 старијих Брен транспортера. До краја рата произведено је преко 30.000 Универзалних транспортера наоружаних митраљезом (типа Брен), 13.000 носача минобацача од 75 мм и још 5.000 АОП извиђачких возила за артиљеријске јединице опремљених радио-везом.

## Карактеристике
Универзални транспортер имао је низак, отворен заклон на задњем делу, док је возач седео напред и лево, а нишанџија десно од њега. Обично је био наоружан Бреновим митраљезом, али уз њега је могао ићи и Викерсов митраљез или Бојсова противтенковска пушка (у том случају Брен је био померен на средину). У задњем одељку могла су се сместити још двојица људи.

### Варијанте
Постојале су још две специјализоване варијанте: АОП (енг. Armoured Observation Post) специјализован за артиљеријске истурене осматраче, без оружја, али са радио апаратом позади десно. Друга варијанта био је носач минобацача, са минобацачем од 75 мм привезаним позади, малом количином муниције, возачем и 4 артиљерца; ова возила ишла су у паровима: једно је носило минобацач и 72 гранате, а друго остатак посаде и још 72 метка.

## У борби
Сваки пешадијски батаљон имао је вод од 4 одељења, свако са по 3 оклопна транспортера-један са митраљезом Брен и радио-везом, други са митраљезом Брен и противтенковском пушком Бојс (касније ПИАТ) и трећи са митраљезом и минобацачем од 50 мм. Оклопни транспортер био је британски изум: ниједна друга држава није их усвојила током Другог светског рата, због великих трошкова и релативно мале ефикасности у борби, али су остали популарни у британској војсци све до касних 50-их година.